# Феллерер, Карл Густав
Карл Густав Феллерер (нем. Karl Gustav Fellerer; 7 июля 1902, Фрайзинг, — 7 января 1984, Мюнхен) — немецкий музыковед, профессор Кёльнского университета. Президент кёльнского Общества музыкальных исследований. Автор более 600 научных публикаций по церковной католической музыке, итальянской музыки XVII—XX веков, истории музыки.

## Биография
Закончил церковную музыкальную школу в Регенсбурге. В Мюнхене брал частные уроки у Г. К. Шмида и Й. Хаса. Музыкально-теоретические предметы изучал у А. Зандербергера в том же Мюнхене, у Г. Аберта, Й. Вольфа, К. Закса и Э. М. фон Хорнбостеля в Берлине. Работал в университете Мюнстера, с 1927 года преподавал в качестве доцента. С 1932 года — профессор университета Фрибура. С 1939 года преподавал в Кёльнском университете, в 1967—1968 годах работал ректором. В 1962—1968 годах президент Общества музыкальных исследований (Кёльн).

## Награды
- Медаль Моцарта
- Большой Крест Ордена «За заслуги перед Федеративной Республикой Германия»
- Австрийский почётный знак За науку и искусство (1977)
- Орден Святого Григория Великого